# Sylvan Beach (New York)
Pour les articles homonymes, voir Sylvan.
Sylvan Beach est un village du comté d'Oneida, dans l'État de New York, aux États-Unis,. En 2010, il comptait une population de 897 habitants.

## Démographie
Lors du recensement de 2010, le village comptait une population de 897 habitants. Elle est estimée, en 2019, à 879 habitants.